# Edgard Poças
Edgard Barbosa Poças (São Paulo, 4 de março de 1946) é um compositor, letrista, músico, professor, produtor musical, pesquisador, locutor, escritor e maestro brasileiro.
Edgard Poças iniciou a carreira musical em 1961, com apenas 15 anos, apresentando-se no programa Brasil 61, apresentado por Bibi Ferreira na TV Excelsior, em São Paulo.
Suas músicas foram gravadas por Tim Maia, Djavan, Gal Costa, Roberto Carlos, Simone, Fábio Júnior, Erasmo Carlos, Moraes Moreira, Mônica Salmaso, Léo Jaime, Dominó, Polegar, Menudo, Angélica, Chayanne, Eliana, Simony e Jairzinho, totalizando mais de duzentos títulos gravados, onze discos de ouro e quatro de platina.
Seu trabalho em publicidade teve início em 1974, compondo, cantando e fazendo locução em centenas de jingles e spots. Suas peças receberam prêmios como Clio Awards, Festival de Cannes, Ibero Americano, Colunistas e Festival de Gramado. Entre seus jingles destacam-se Rexona, Penalty, Mc Donald’s Abraço e That’s Amore, Óleo Maria, Dreher, Banco Safra, Firestone, Galak, Afif Presidente – Juntos Chegaremos Lá, Hopi Hari e Royal, entre muitos outros.
Em 1982 criou a Turma do Balão Mágico e as versões em português de quase todo o repertório de sete LPs do grupo.
É pai dos cantores Céu e Diogo Poças.
Em 1989, durante as Eleições Presidenciais de 1989, foi o criador do jingle do candidato Guilherme Afif Domingos, candidato pelo PL (Partido Liberal), o jingle possui o trecho: "Juntos chegaremos lá!", frase ícone do candidato Afif.